# Interface gráfica do utilizador

Esquema das camadas da interface gráfica

O interface gráfica depende de dispositivo de entrada

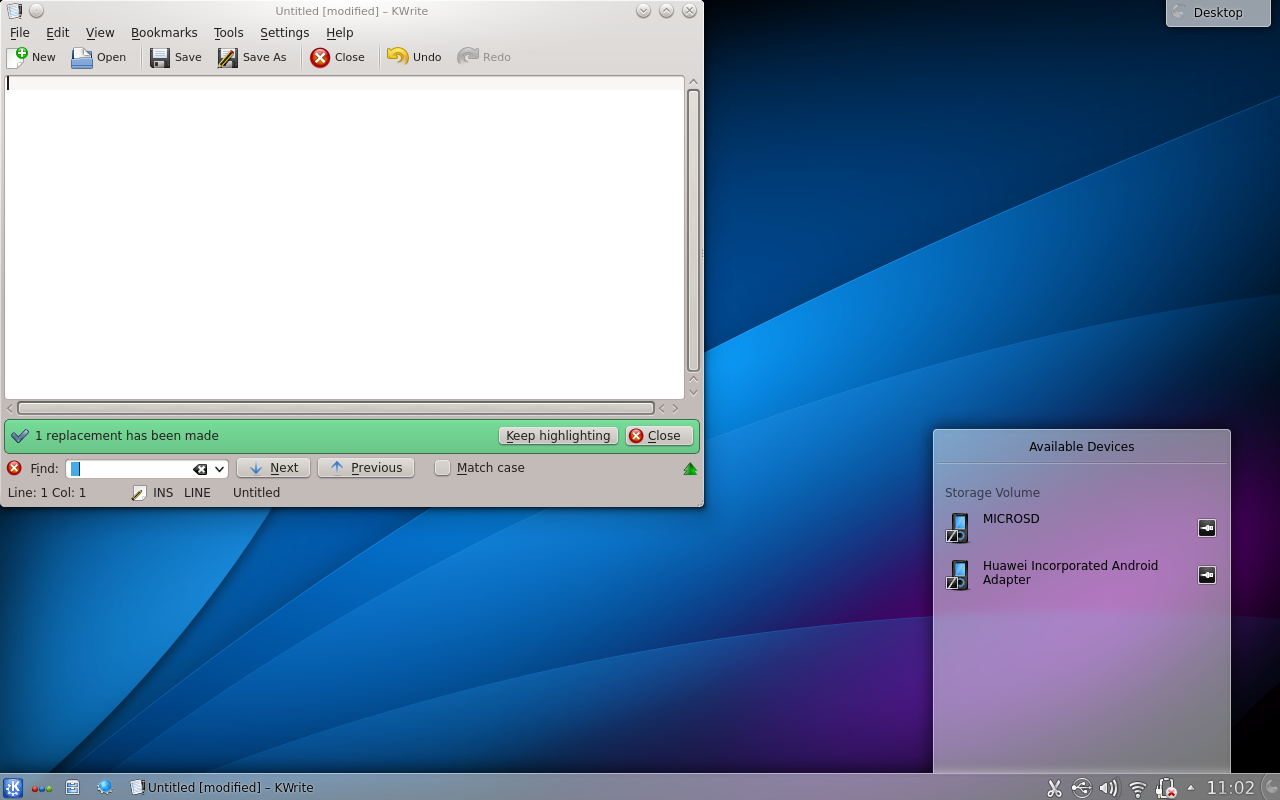
Exemplo de GUI em sistemas GNU/Linux

Em informática, interface gráfica do utilizador (português europeu) ou usuário (português brasileiro) (abreviadamente, o acrônimo GUI, do inglês graphical user interface) é um tipo de interface do utilizador que permite a interação com dispositivos digitais por meio de elementos gráficos como ícones e outros indicadores visuais, em contraste a interface de linha de comando. Foi criada pela Xerox mas somente se tornou um produto com a Apple.
A interação é feita geralmente com um mouse ou um teclado, com os quais o usuário é capaz de selecionar símbolos e manipulá-los de forma a obter algum resultado prático. Esses símbolos são designados de widgets e são agrupados em kits.
Ambiente gráfico é um software feito para facilitar e tornar prática a utilização do computador por meio de representações visuais do sistema operacional.
Para Windows temos apenas o ambiente gráfico padrão, nas versões Windows Vista e Windows 7 temos a chamada Windows Aero. Para GNU/Linux temos vários ambientes gráficos, entre eles, o KDE, Gnome, BlackBox, Xfce, LXDE, etc.. Há também a opção de não precisar usar ambientes gráficos. Para prover a funcionalidade do ambiente gráfico existem programas como X.org, XFree86.

## História
O precursor das interfaces gráficas do utilizador foi inventado por pesquisadores do Instituto de Pesquisa de Stanford, liderados por Douglas Engelbart. Durante a década de 1960, eles desenvolveram o uso de hiperligações de texto manipuladas com um rato para o NLS. Ivan Sutherland desenvolveu um sistema baseado em ponteiros chamado Sketchpad em 1963, que usava uma caneta de luz para guiar a criação e manipulação de objetos em desenhos de engenharia. Durante a década de 1970, o conceito de hiperligações foi posteriormente refinado e estendido por pesquisadores da Xerox PARC, que foram além da interface de texto, usando uma interface gráfica como a principal interface do computador Xerox Alto, que influenciou a maioria das interfaces gráficas modernas desde então.
A Interface do Utilizador da PARC consiste de widgets gráficos com janelas, menus, caixas de opção, caixas de seleção e ícones. Ela usa um dispositivo de ponteiro em adição ao teclado. Seguido desse sistema PARC, o primeiro modelo baseado somente em interface gráfica foi o Xerox 8010 Star Information System, de 1981.

### Década de 1980

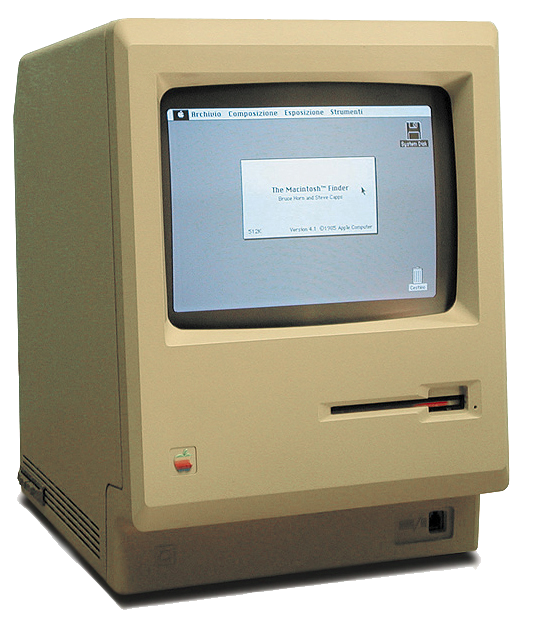
Macintosh 128K de 1984.

A partir de 1979, iniciado por Steve Jobs e liderado por Jef Raskin, os times de desenvolvimento do Lisa e do Macintosh na Apple Computer continuaram a desenvolver as ideias da Xerox. O Macintosh foi lançado em 1984, e representou o primeiro produto de sucesso a usar uma interface gráfica. Ele utilizava uma metáfora em que os arquivos pareciam folhas de papel, e os diretórios pareciam pastas de arquivo. Havia também um conjunto de utilitários como calculadora, bloco de notas, despertador e lixeira de arquivos..
A Digital Research (DRI) criou o Graphics Environment Manager, desenvolvido para trabalhar com sistemas operacionais já existentes como CP/M e MS-DOS. A similaridade com Macintosh resultou numa ação judicial da Apple Computer. O GEM foi bastante usado no mercado a partir de 1985, quando tornou-se a interface padrão do TOS, sistema operacional da linha de computadores Atari ST. Mas acabou caindo em desuso com a saída do Atari ST do mercado em 1992 e com a popularidade do Microsoft Windows 3.0.
O Amiga foi lançado pela Commodore em 1985 com uma interface gráfica chamada Workbench. Como praticamente todos os sistemas da época, o sistema do Amiga também seguia o modelo da Xerox, mas também era fornecia uma interface de linha de comando para estender a funcionalidade do sistema.
Na linha 16 bit da Microsoft, o Windows 1.0 foi uma interface gráfica para o MS-DOS, usada na linha PC e compatíveis desde 1981. O sistema foi seguido pelo Windows 2.0, mas foi somente a partir de 1990, com o Windows 3.0, que a popularidade do sistema cresceu. Baseada no Common User Access, a interface se manteve estável desde então. A linha 16 bit do Windows foi descontinuada com a introdução do Windows 95 e do Windows NT durante a década de 1990.
Seguindo mais ações legais, a Apple processou a Microsoft em 1988 por violação de direito autoral da interface gráfica do Lisa e do Macintosh.
O sistema de janelas do padrão do Unix é o X Window System, lançado em meados da década de 1980, cujo precursor foi o W Window System, de 1983. Desde então, o sistema é a base de todos os sistemas Unix e derivados, como o Linux.

### Década de 1990
A adoção em massa da plataforma PC popularizou os computadores entre pessoas sem treinamento formal do equipamento. Isso criou um grande mercado, que podia explorar a oportunidade de interfaces de uso fácil. Também, o desenvolvimento de tecnologias gráficas como mais bits de cor por pixel e placas de vídeos mais rápidas favoreceram o aparecimento de sistemas mais sofisticados.
Após o Windows 3.11, a Microsoft começou a desenvolver o Windows 95, com uma versão melhorada do MS-DOS e uma interface gráfica remodelada. Na mesma época houve a guerra dos navegadores, quando a World Wide Web começou a ganhar grande atenção na cultura popular. Entretanto, o Windows 95 possuía somente um serviço online próprio da Microsoft, o The Microsoft Network, sem acesso à Internet. Com o lançamento de navegadores como Netscape Navigator e Internet Explorer, o Windows passou a suportar esse novo paradigma. A interface gráfica do Windows 95 seguiu com Windows 98, Windows ME, Windows 2000 e Windows XP, sendo descontinuada a partir do Windows Vista.
Já na Apple Inc., houve atualizações da interface gráfica com o System 7 e com o Mac OS X.

## Componentes

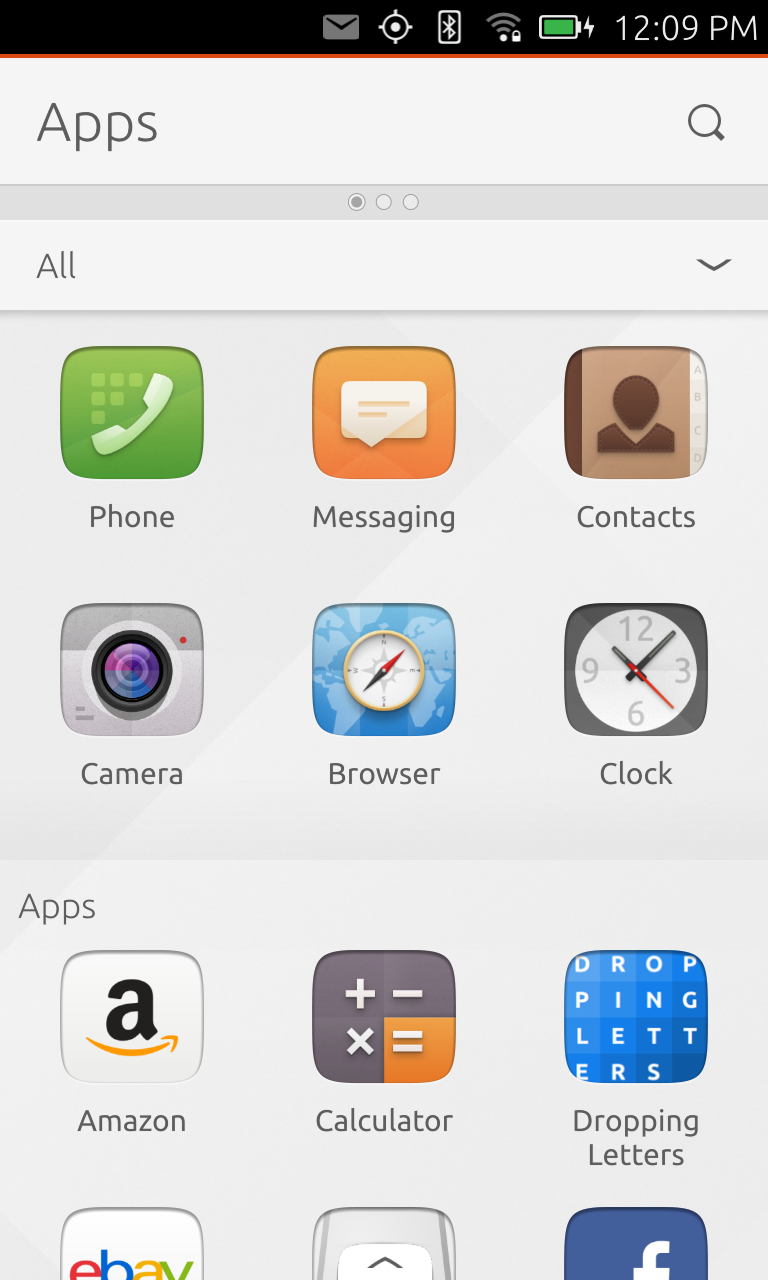
Interface gráfica do sistema operacional Ubuntu Touch.

Uma interface gráfica do utilizador usa uma combinação de tecnologias e dispositivos para fornecer uma plataforma com a qual o utilizador pode interagir.
Em computadores pessoais, a combinação mais conhecida é o WIMP, que consiste de janelas, ícones, menus e ponteiros. Nesse sistema, utiliza-se um dispositivo de ponteiro como o rato para controlar a posição dum cursor e apresentar informação organizada em janelas e representada por meio de ícones. Os comandos disponíveis são compilados por menus e acionados mediante dispositivo de ponteiro. Um gerenciador de janela facilita a interação entre janelas, aplicações e o sistema de janelas, este, responsável por lidar com os dispositivos de hardware como o dispositivo de ponteiro e o hardware gráfico.
A simulação proporcionada pelos gerenciadores de janelas, incluindo a interação entre janelas e outros elementos gráficos, produz um ambiente de desktop.
Dispositivos móveis como PDAs e smartphones também usam elementos do WIMP mas com outros tipos de metáforas, devido às limitações de recurso do próprio dispositivo.